# Chelostoma bytinskii
Chelostoma bytinskii is een vliesvleugelig insect uit de familie Megachilidae. De wetenschappelijke naam van de soort is voor het eerst geldig gepubliceerd in 1948 door Mavromoustakis.